# 刑天龍屬
刑天龙属（学名：Xingtianosaurus）是一属已灭绝的偷蛋龙类兽脚亚目恐龙，生存於早白垩世的中国，模式种兼唯一种干戚刑天龙（X. ganqi）于2019年命名、叙述。它与尾羽龙和似尾羽龙一起归类于尾羽龙科。

## 发现与命名
干戚刑天龙正模标本IVPP V13390发现于中国辽宁省义县组的大康堡层，属名取自指中国传说中的神祇刑天，其在被斩首后仍持续战斗――而正模标本亦缺乏头骨；种名取自刑天挥舞的武器干戚（一种战斧）。

## 叙述
正模标本（IVPP V13390）接近完整，只缺少头骨、几节椎骨和鸟喙骨。